# Быч, Лука Лаврентьевич
Лука́ Лавре́нтьевич Быч (30 ноября 1870, Павловская, Кубанская область — 12 января 1945, Либень, Прага) — казачий политический и общественный деятель, первый председатель Кубанского правительства 1917—1918.

## До революции
Родился 30 ноября 1870 года в станице Павловской. Окончил юридический факультет Московского университета. Работал секретарём Новороссийской городской управы и через 2-3 года претендовал на пост местного городского головы. Однако власти относились к нему настороженно, ибо он считался человеком «левых убеждений» и потому возможности продвижения в общественной деятельности не имел. В 1900 году Быч перешёл на частную службу в «Восточное общество транспорта по Волге и Каспийскому морю», где вскоре был назначен директором бакинского отделения. С годами он приобрёл популярность и был избран гласным Бакинской городской думы, а в 1912 году был избран на должность бакинского городского головы. На этом посту он смог примирить три основные национальные группы населения: тюрков, армян и русских, благодаря чему был решён вопрос о снабжении города пресной водой. Также он смог найти средства для постройки «Баку-Шолларского водопровода» по проекту английского инженера Линдлея. К 1917 году город, всегда страдавший от недостатка питьевой воды, стал снабжаться ею в изобилии с расстояния в 150 км.

## В годы революции
В 1917 году, после Февральской революции, Быч был назначен Временным правительством на пост начальника снабжения Кавказской армии, для чего ему пришлось отказаться от всех других должностей. После развала фронта и дезертирства войск он возвратился на Кубань, где был избран Краевой Радой на пост председателя Кубанского правительства. Вместе с правительственными учреждениями участвовал в Первом Кубанском походе, затем вернулся в Екатеринодар, прилагая усилия для согласования интересов Кубанского края со взглядами и требованиями Добровольческой армии. После избрания генерала А. П. Филимонова на должность Кубанского атамана, на которую претендовал сам Быч, он отказался от обязанностей председателя правительства, полагая бессмысленным занимать столь высокую и важную должность, не имея достаточной поддержки депутатов Рады, и остался рядовым членом Законодательной Рады. В начале 1919 года Рада назначила его главой делегации на Парижскую мирную конференцию. Встретив в Париже представителей кавказских горцев, делегация обсудила и подписала с ними проект договора о дружбе, который был оглашён на заседании Рады 10 сентября 1919 года и для привезшего его из Парижа священника Кулабухова окончился трагически.

## Эмиграция
Из-за разногласий с Деникиным и позже из-за падения Кубанской народной республики Быч остался в эмиграции. С 1922 года в Чехословакии Быч преподавал муниципальное право слушателям Украинской сельскохозяйственной академии, а после был её проректором. Умер там же, в Чехословакии, 12 января 1944 года в возрасте 73 лет.